# CBCビップ・ヤング
『CBCビップ・ヤング』（シービーシービップ・ヤング）は、1971年4月1日から1972年10月7日までCBCラジオで放送された深夜放送ラジオ番組である。放送時間は月曜 - 土曜 24:40 - 27:40（実日火曜 - 日曜 0:40 - 3:40）。

## 概要
CBCラジオは1967年4月より、若者向けの深夜放送を開始。『CBCヤングリクエスト』を編成した。放送時間は月曜 - 土曜 24:20 - 26:00（火曜 - 日曜 0:20 - 2:00）。同番組は当時のCBC男性アナウンサーがパーソナリティを務めた。
その後、東海ラジオが自社制作の若者向け深夜放送『ミッドナイト東海』を1968年3月より開始。若者層のリスナーから人気を得た。
1969年4月、『オールナイトCBC』を開始。放送時間は月曜 - 土曜 26:00 - 29:00（火曜 - 日曜 2:00 - 5:00）。
在名の女性タレントがパーソナリティを務めた。
同年秋、当番組の公開生放送に愛知大学の学生（当時）で同大学のフォークソング研究会に所属していた坪井令夫（つボイノリオ）が研究会仲間の友人とともに出演、東芝レコード（現・ユニバーサルミュージックジャパン）からレコードがリリースされた。坪井は「スリーステップ・トゥー・ヘブン」のメンバーでメジャーデビューした。
坪井は東海ラジオ放送の『ミッドナイト東海』のパーソナリティに起用され、ラジオ パーソナリティとしての才能を発揮するきっかけを作った。
『CBCヤングリクエスト』『オールナイトCBC』は後に『CBCビップ＆ビップス～ミッドナイトレインボー～』として番組を一本化。1970年4月14日から1971年3月31日まで放送した。同番組の放送時間は月曜 - 土曜 24:30 - 28:50（火曜 - 日曜 0:30 - 4:50）。
CBCビップ＆ビップスはミッドナイト東海に攻勢を掛けるが番組の聴取率と人気は及ばず、『CBCビップ・ヤング』に番組タイトルを変更。CBCの男性アナウンサーと女性タレントのペア制を止めて、同局の男性アナウンサー、フォークシンガー、タレントを曜日別に起用。内容をリニューアルしたが番組の構成を前半・後半の2部制に変更した上で後半の番組内容を労働者向けにする等、試行錯誤が続いた。
1972年9月、CBCビップ・ヤングは聴取率低迷とCBCの労働争議による影響で終了。CBCラジオはニッポン放送 制作の深夜放送『オールナイトニッポン』のネットを同年10月より開始した。

## パーソナリティ
担当曜日は放送上（5時起点）で、実日は翌曜日

### CBCヤングリクエスト（1969年4月）
※当時のCBC 男性アナウンサーが担当
- 三久保角男（月曜日）
- 村井秀樹（火曜日）
- 島津靖雄（水曜日）
- 荒川戦一（木曜日）
- 福井豊治（金曜日）
- 朝比久雄（土曜日）

### オールナイトCBC（1969年4月）
※在名の女性タレントが担当
- 鈴村芙美子（月曜日）
- 小島加代子（火曜日）
- 金山裕子（水曜日）
- 津島美佐子（木曜日）
- 市岡世津子（金曜日）
- 横田玲子（土曜日）

### CBCビップ・ヤング
- 島津靖雄（月曜日）
- 秋田雅子（火曜日、1972年3月まで）
- 荒川戦一（水曜日）
- 中村美恵（1972年3月まで木曜日 → 1972年4月 - 10月は火曜日）
- 中島公司（金曜日）
- 石田都（土曜日）
- 松崎好孝、松井悦子（チェリッシュ）（木曜日、1972年4月 - 10月）
- 立原賢三（土曜日、1972年4月 - 10月）